# بيغي غوردون
بيغي غوردون (بالإنجليزية: Peggy Gordon)‏ هي كاتبة غنائية أمريكية، ولدت في 26 ديسمبر 1949.

## وصلات خارجية
- بيغي غوردون على موقع IMDb (الإنجليزية)
- بيغي غوردون على موقع قاعدة بيانات برودواي على الإنترنت (الإنجليزية)
- بيغي غوردون على موقع ديسكوغز (الإنجليزية)